# BS-310
BS-310 – polska, prototypowa bomba burząca skonstruowana w 1938 roku w Biurze Studiów Spółki Akcyjnej Wielkich Pieców i Zakładów Ostrowieckich. W odróżnieniu od starszej bomby wz. 29 była to bomba cylindryczna, przeznaczona do przenoszenia w komorze bombowej.